# محمد نظری
محمد نظری (متولد ۱۳۵۰ در شهرستان شاهین‌دژ در استان آذربایجان غربی - ) زندانی سیاسی آذری اهل ایران و عضو حزب دموکرات کردستان ایران است. نظری در سال ۱۳۷۳ در شهر بوکان بازداشت شد و از همان سال در زندان به‌سر برد. نهایتاً در آستانه 17 ربیع الاول و همزمان با میلاد پیامبر اسلام، آیت الله رئیسی رئیس قوه قضائیه در نامه‌ای به  رهبری لیستی بیش از 3552 نفر از محکومان را به جهت استفاده از عفو و تخفیف در مجازات ارائه کرد و محمد نظری در اول آذر ماه 98 از زندان آزاد شد و او درحال حاضر استاندار ایلام ماتریکسی است.

## بازداشت و زندان
او در نهم خرداد ماه سال ۱۳۷۳ به اتهام هواداری از حزب دمکرات کردستان ایران از جانب نیروهای سپاه شهرستان بوکان دستگیر شد. او در آن تاریخ ۲۳ ساله بود. در ابتدا او در دادگاهی در ارومیه به ریاست قاضی شعبه یک جلیل‌زاده به اعدام محکوم شد. اما در سال ۱۳۷۸ حکم اعدامش با یک درجه تخفیف به حبس ابد تقلیل یافت.
وی در تمام مدت زندان از حق مرخصی محروم بوده‌است.
او هم‌اکنون محبوس در بند ۴، سالن ۱۲ زندان رجایی شهر کرج است.
وی بارها از طریق نامه نگاری با مقامات قضایی درخواست اعاده دادرسی کرده‌است. او آذر ماه سال ۹۲ نیز از ریاست قوه قضاییه، درخواست دادرسی مجدد کرده بود.
محمد نظری در نامه‌ای از زندان خطاب به عاصمه جهانگیر گزارشگر ویژه حقوق بشر سازمان ملل نوشت: خانم جهانگیر، من محمد نظری هستم محکوم به ابد، که مدت ۲۳ سال بدون استفاده از یک روز مرخصی در زندان به‌سر می‌برم. بدون اینکه اجازهٔ وکیل گرفتن به من بدهند، تا پیگیری پرونده‌ام باشد، هرچند بنا به دلایلی هیچ وکیلی وکالت مرا قبول نمی‌کند. در این مدت بارها و بارها درخواست اعادهٔ دادرسی کرده‌ام، اما به هیچ‌کدام از آن‌ها جوابی داده نشده و در مورد قوهٔ قضائیه و وزارت اطلاعات هرکدام دیگری را مسئول پرونده‌ام می‌دانند.

## اعتصاب غذا
او اولین بار در سال ۹۱ در اعتراض به عدم پاسخگویی مسئولان اعتصاب غذا کرد و درخواست اعاده دادرسی را شرط پایان اعتصاب غذای خود قرار داد.
او بار دوم در سال ۹۶ در اعتراض به عدم اجرای اعمال ماده ۱۰ آیین دادرسی در خصوص پرونده‌اش اقدام به اعتصاب غذا کرده‌است و هم‌اکنون نیز در اعتصاب غذاست.

## هشدار عفو بین‌الملل نسبت به وضعیت محمد نظری
عفو بین‌الملل روز یکشنبه ۳۰ مهر ۱۳۹۶ با انتشار بیانیه‌ای با اعلام اینکه آقای نظری پس از حدود ۸۰ روز اعتصاب غذا در وضعیت نابسامانی به‌سر می‌برد و به دلیل بیماری و وخامت سلامتی به درمان خارج از زندان نیاز دارد، خواستار آزادی سریع و بدون قید و شرط او شده‌است.
سازمان عفو بین‌الملل اعلام کرده که محمد نظری ۴۶ساله از ۸ مرداد «در اعتراض به وضعیت حقوقی خود و حبس ناعادلانه‌ای که در یک روند قضایی عاری از عدالت به او صرفاً به دلیل فعالیت‌های صلح آمیز در چارچوب اهداف سیاسی حزب دموکرات کردستان ایران تحمیل شده» دست به اعتصاب غذا زده‌است.
در این بیانیه آمده‌است: «محمد نظری در مدت اعتصاب ۲۵ کیلوگرم از وزن خود را از دست داد، فشار خون او بارها افت کرده و از نظر جسمی بسیار ضعیف شده‌است به طوری که حتی نمی‌تواند راه برود یا صحبت کند. او همچنین از بیماری قلبی رنج می‌برد به طوری که پزشکان زندان از مدت‌ها قبل تأکید کرده‌اند این زندانی نیاز به رسیدگی پزشکی در مراکز تخصصی خارج از زندان دارد با این حال مسئولان این توصیه‌ها را عموماً نادیده گرفته‌اند. روز ۲۷ مهرماه این زندانی به دلیل شرایط وخیم پزشکی به بیمارستانی خارج از زندان منتقل شد اما بعد از گذشت یک شب بدون دریافت درمان مناسب به زندان بازگردانده شد.»
عفو بین‌الملل در ادامه دستگیری، بازجویی و محاکمه آقای نظری را یک روند غیرقانونی همراه با شکنجه، اعتراف اجباری و بدون دسترسی به وکیل عنوان کرده‌است.

## اظهار نظرها
عبدالکریم لاهیجی رئیس فدراسیون جهانی جامعه‌های حقوق بشر در مورد وضعیت محمد نظری معتقد است که: «با گذشت سال‌ها از محکومیت محمد نظری همچنان به دلیل رعایت نشدن موازین حقوقی در دادگاه ایشان، می‌توان پرونده را در کمیته بازداشت‌های خودسرانه سازمان ملل مطرح کرد.» او در ادمه می‌گوید: «درست است که نظری به حبس ابد محکوم شده ولی هرگز کسی تا آخر عمر در زندان نمی‌ماند و پس از چند سال شامل عفو می‌شود. در مورد زندانیان دو تابعیتی شاهد بوده‌ایم که پس از محکومیت به زندان‌های طویل‌المدت، اینها به دلیل چانه‌زنی دولت‌های خارجی آزاد می‌شوند.»
حسن نایب هاشم، فعال حقوق بشر ساکن اتریش هم در مورد پرونده محمد نظری به رادیو زمانه می‌گوید: «محمد نظری که از سال ۷۳ زندانی است، از قدیمی‌ترین زندانیان سیاسی در جمهوری اسلامی‌ست که قرار بود سال‌ها پیش با قرار وثیقه معین به‌طور مشروط آزاد شود اما تاکنون از آزاد کردن وی طفره رفته‌اند و به این ترتیب به «بازداشت خودسرانه» او ادامه داده‌اند.»
بهمن احمدی امویی در کتاب زندگی در زندان که روایت او از زندانهای اوین و رجایی شهر در سالهای ۱۳۸۸ تا ۱۳۹۲ است می‌نویسد: «محمد نظری ۲۲ ساله بود که بازداشت شد و حالا در سال بیستم زندانش است. شصت ساله به نظر می‌رسد… گاهی با خودم می‌گویم شاید حتی سیستم قضایی ایران هم در فهرست زندانی‌های خود نامی از او نداشته باشد.»

## خانواده
محمد نظری در سال‌های گذشته پدر، مادر و برادرش را از دست داده‌است و تنها یک خواهر دارد که در شهر بوکان زندگی می‌کند و امکان سفر به کرج و ملاقات او را ندارد.